# Río San Juan (vattendrag i Guatemala, Petén, lat 16,37, long -90,03)
Río San Juan är ett vattendrag i Guatemala.   Det ligger i departementet Petén, i den centrala delen av landet, 200 km norr om huvudstaden Guatemala City.